# 徳寿宮
徳寿宮（とくじゅきゅう、朝: 덕수궁、トクスグン）は大韓民国ソウル特別市にある李氏朝鮮の宮殿。

## 概要
徳寿宮は本来、第9代国王・成宗の実兄の月山大君の邸宅として造営された。しかしその後、豊臣秀吉による文禄の役で義州に避難していた宣祖は、1593年にこの邸宅を、戦火で荒廃した景福宮のかわりの臨時の王宮とした。そのときは貞陵洞行宮と呼ばれた。さらに光海君が居住。そのときには「慶運宮（キョンウングン）」と命名された。
しかし、第15代国王の光海君（1575年-1641年）が昌徳宮（チャンドクグン）に移ると顧みられることなく廃墟となった。
高宗は1897年に慶運宮を改修して璿源殿、寝殿の成寧殿、普門閣、思成堂を造らせて王宮の佇まいを整えている。1896年に閔妃暗殺事件が起きて一時、ロシア公館に避難したのちは慶運宮に居住し、即祚堂の扁額を太極殿と改めさせた（1897年旧暦10月）。内外の貴賓に会う場所を設けようと、咸寧殿（寝殿）を改築、光武4年（1900年）に慶運宮を取り巻く宮壁を築く。1907年の高宗退位までの間、慶運宮は日韓保護条約の締結など大韓帝国の歴史の舞台となった。
高宗の次の皇帝純宗（在位：1907年-1910年）は先王の長寿を祈願して「慶運宮」を「徳寿宮」と改称した。1909年には西洋風の宮殿である石造殿が建築された。退位した後も高宗は徳寿宮に住み続けており、徳寿宮は韓国併合後も李王家の財産として扱われた。高宗が李太王となって以降は「徳寿宮李太王（とくじゅきゅう りたいおう）」の称号を帯びた。高宗の没後に博物館等が設置された。

## 歴史

### 朝鮮初期
現在の徳寿宮の場所には本来、1469年（睿宗元年）に南怡の謀叛事件に関わったとされるチョ・ヨンダル（趙穎達 조영달）の家があった。王室はチョが逆謀に連座したとして家屋敷を没収すると、1年後の1470年に李琰の妻ソン氏に下賜した。すると翌年、ソン氏は家屋敷を王家に捧げ、王室は延慶宮（クァンギョングン）を建てた。
成宗は明けて1472年（成宗3年）12月、生母の仁粋大妃を王大后として住まうように自らの宮殿へ招く。延慶宮の後ろに20歳で没した父の李暲を祀る懿廟（義廟）を建てると、延慶宮は祭祀を司る実兄で長男の月山大君に贈った。1475年（成宗6年）には「景福宮」に延恩殿を設けて位牌を移すことになり、延慶宮は月山大君の屋敷だけとなった。

### 行宮の時期

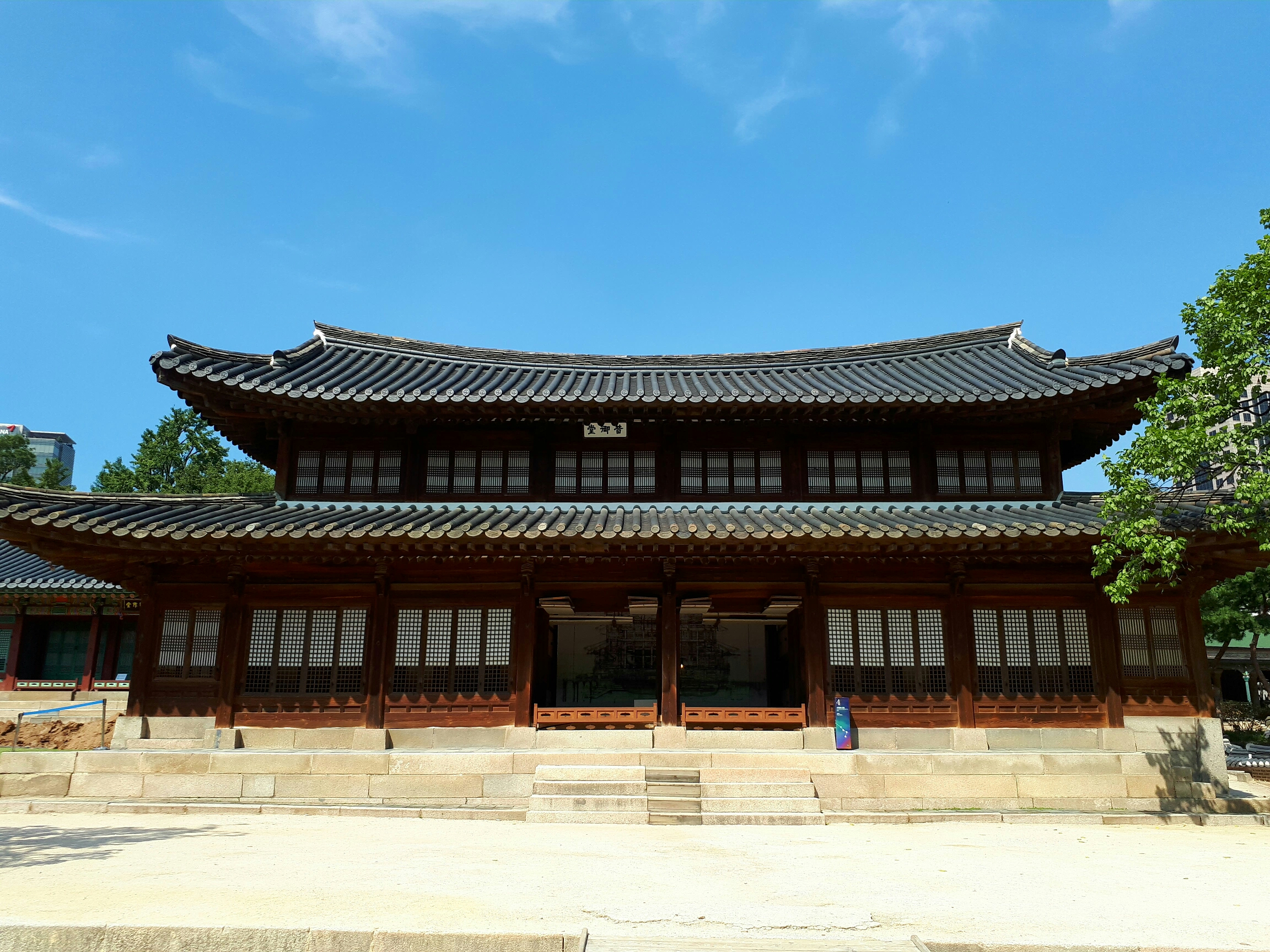
寝所に使った建物

1592年に文禄・慶長の役が勃発し、宣祖は義州まで移ったのちに戻って翌年10月4日に還宮する。漢城府のすべての宮殿が失われ、宣祖は100年ほど前に月山大君の住まいだった延慶宮（연경궁）を修理し臨時の御所とすると、これを行宮とし貞陵洞（ラテン文字転写 Jeongleung-dong）にあるため貞陵洞行宮とも呼ばれた。周辺の建物群の用途を決め、子女には一時的にお手許金（内帑 ないど）を分け与えた。これを先例として後に王家所領の宮房田を配っており、王室の内帑金（내탕을 naetang-eu）を準備し管理する役所が設置されたものとみなされる。その明禮宮（명례궁은）は徳寿宮の北、静観軒の西側にあった。
行宮が狭いため、宣祖は周辺の民家を買い入れて宮域に含めて昌徳宮を拡幅するよう指示する。詩人（詞人）の官職を降格した。昌徳宮の完工を見届けないまま、宣祖は1608年に徳寿宮で没した。

### 法宮に指定

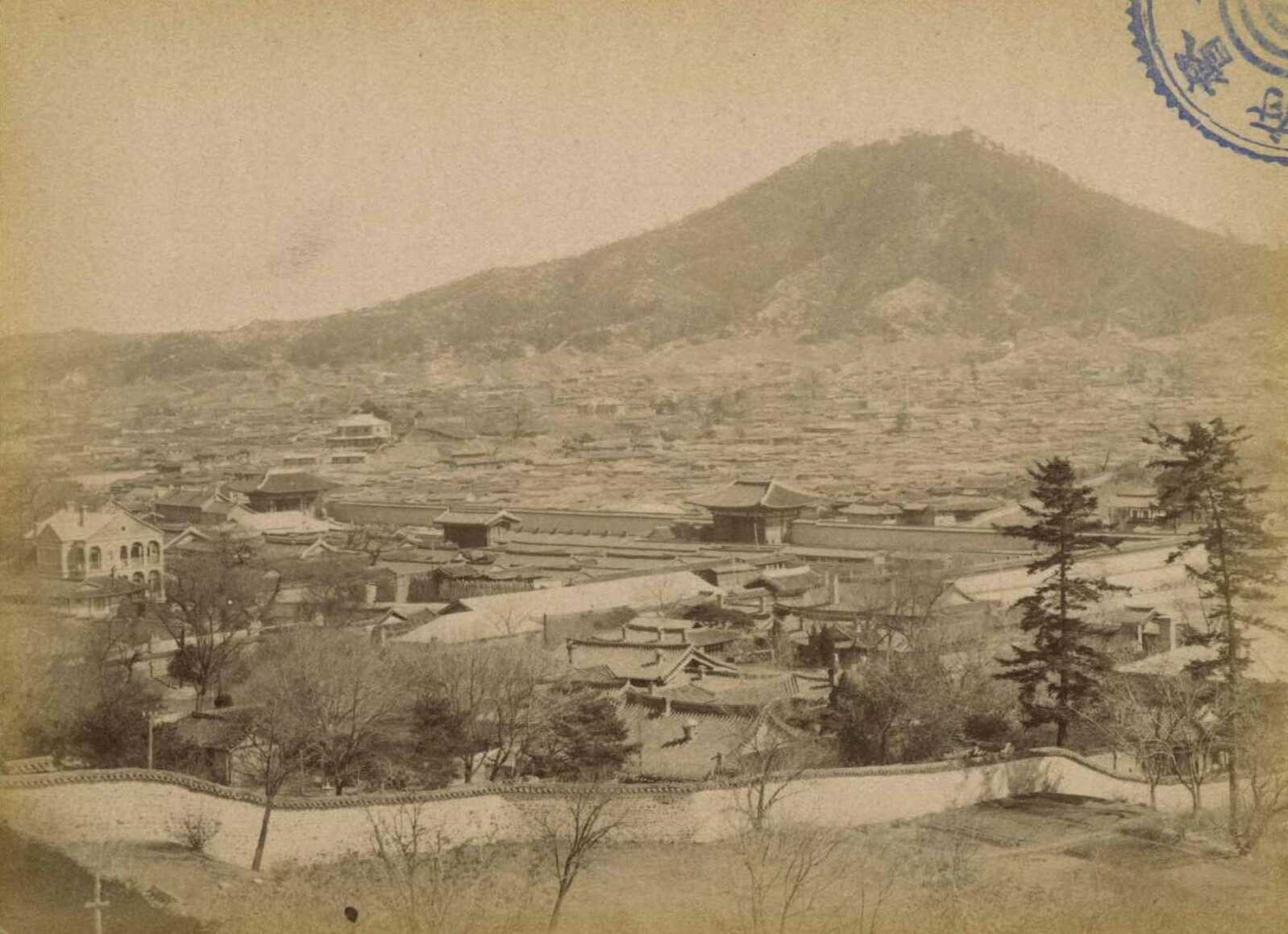
中和殿（중화전 및 중화문）完成以前の慶運宮の様子。仁化門と大韓門、中門として使われた金礼文（돈례문）が見える

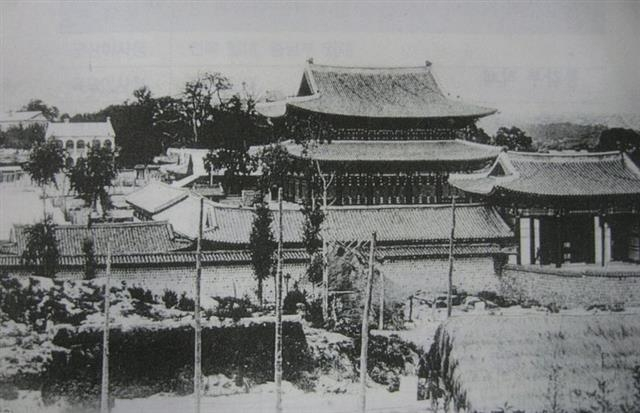
火災以前の慶運宮（1904年）

### 1904年の火災、徳寿宮の時代

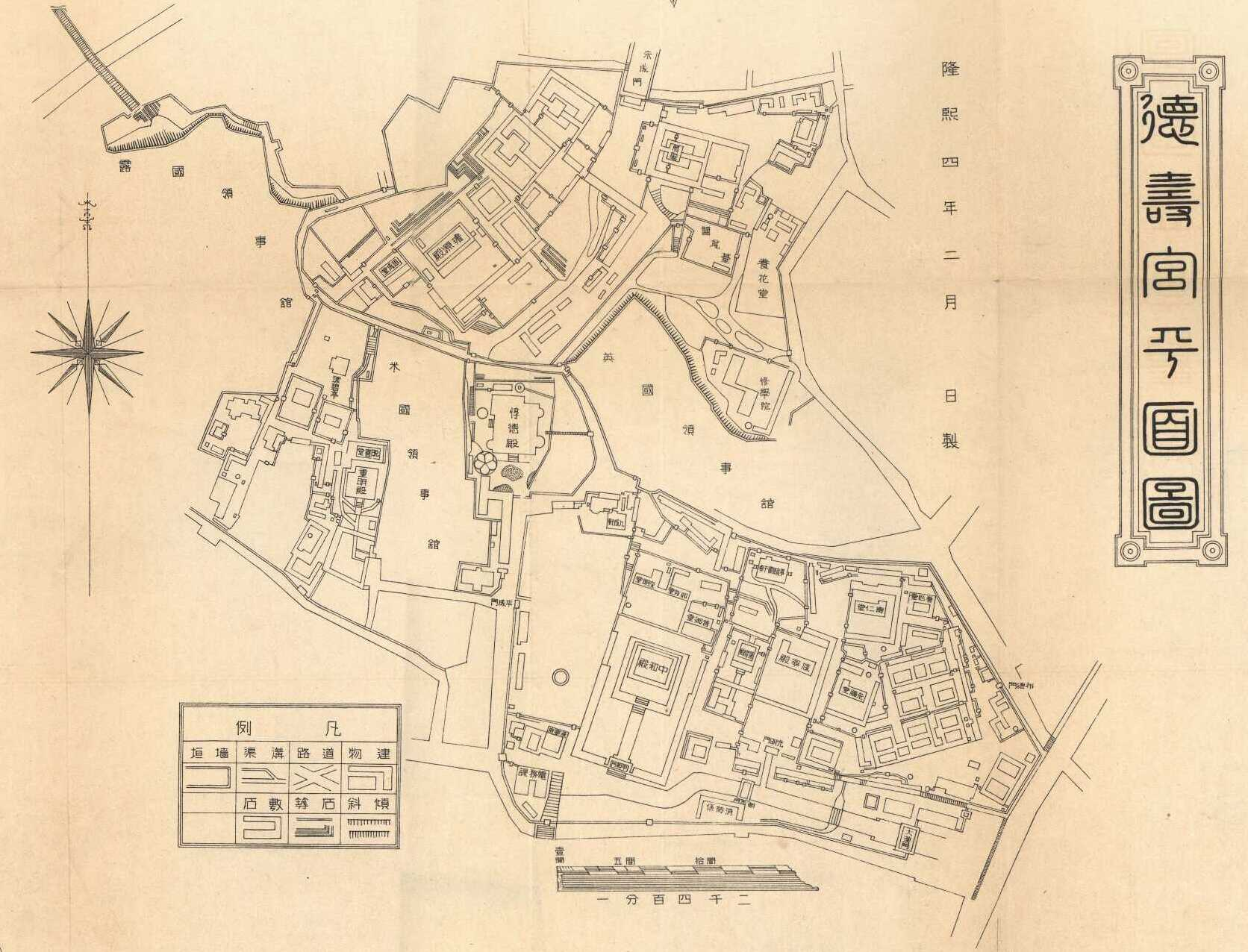
大韓帝国末期の徳寿宮平面図（小田省吾『徳寿宮寺』、1938年より）

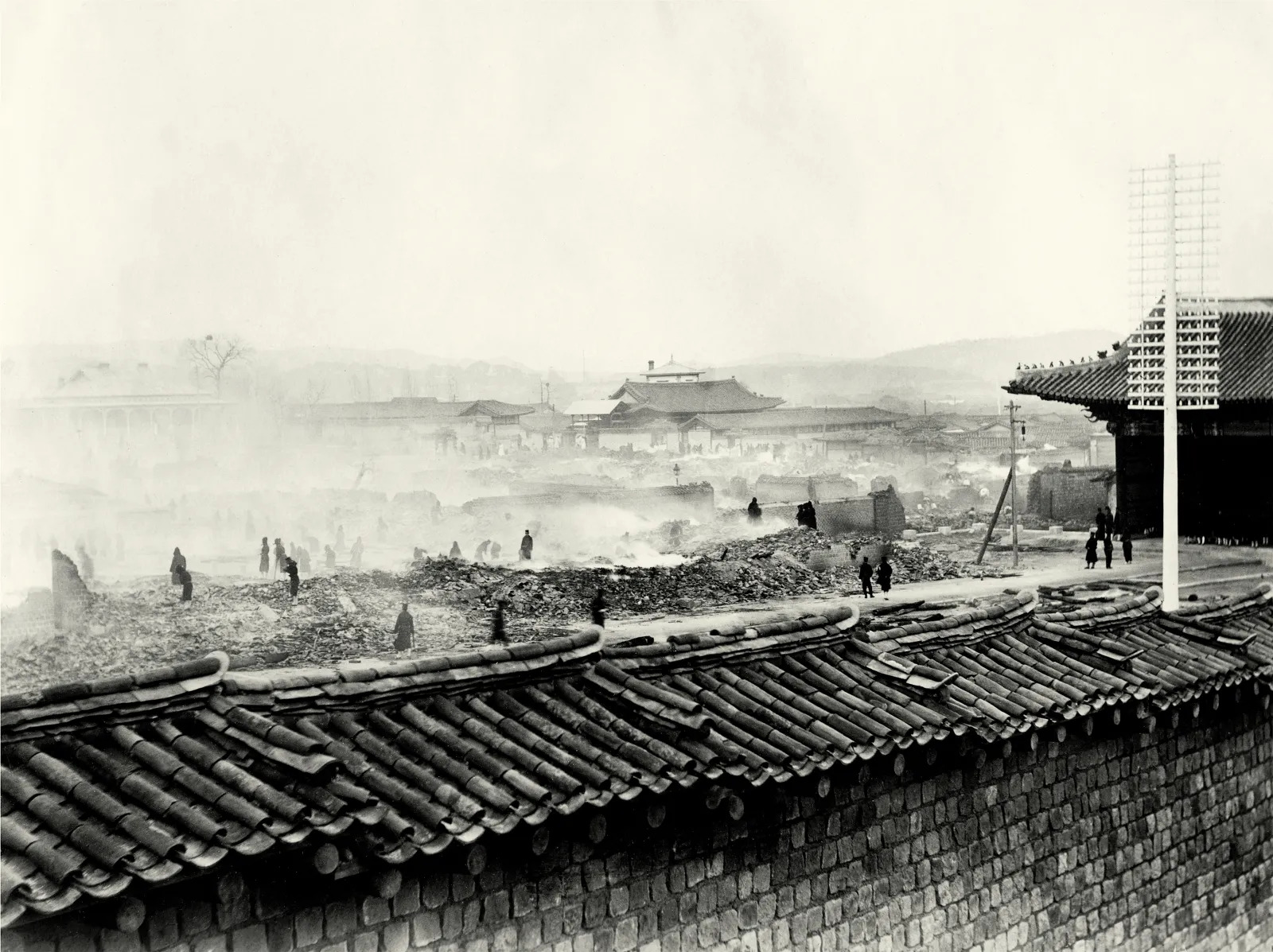
慶運宮（경운궁）の火災現場。右側に宮殿の中門だったチョウォン（朝元）門が見える

## 遺構

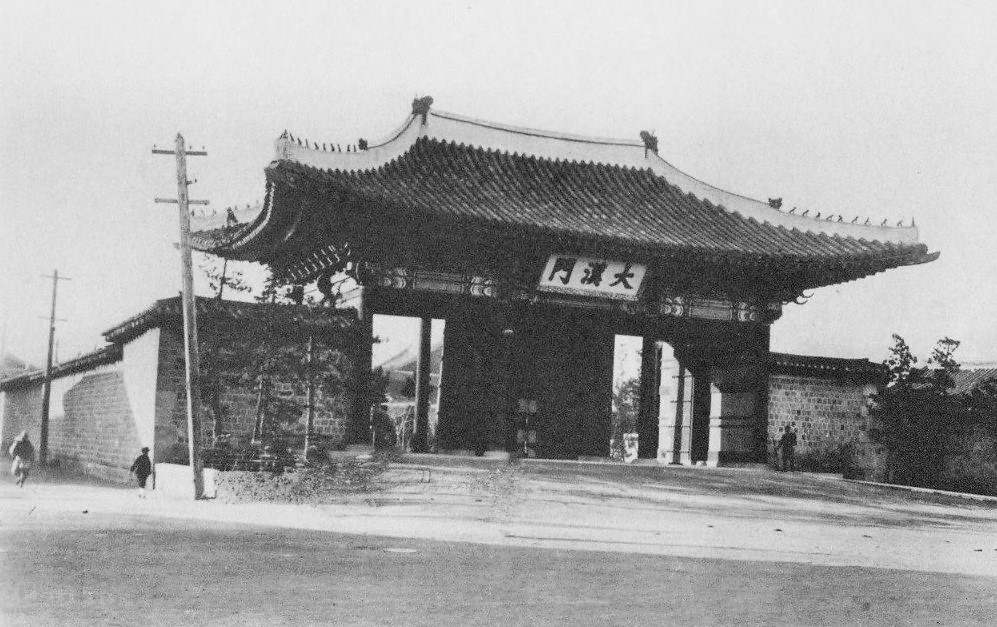
1910年代の大漢門

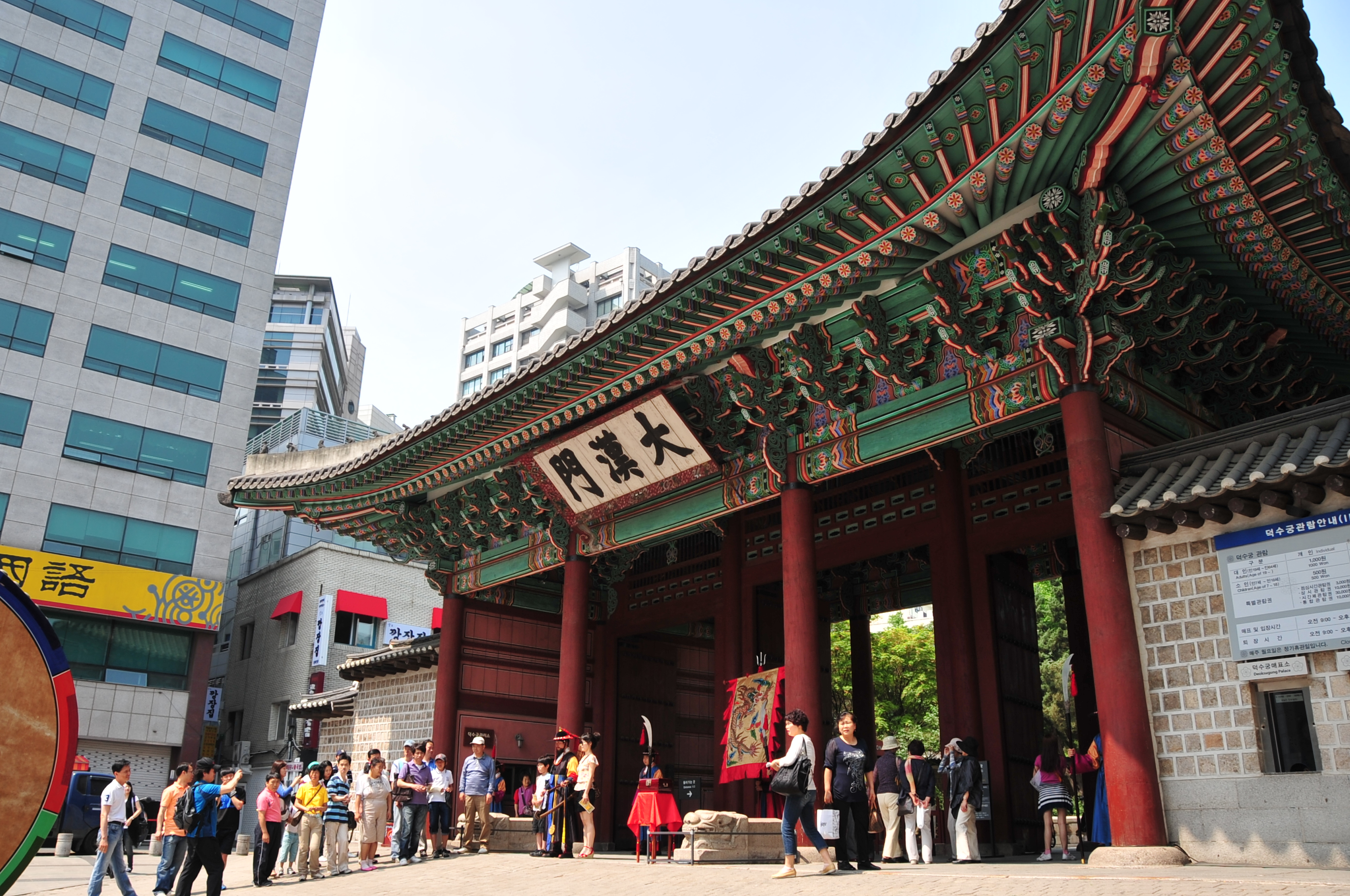
大漢門

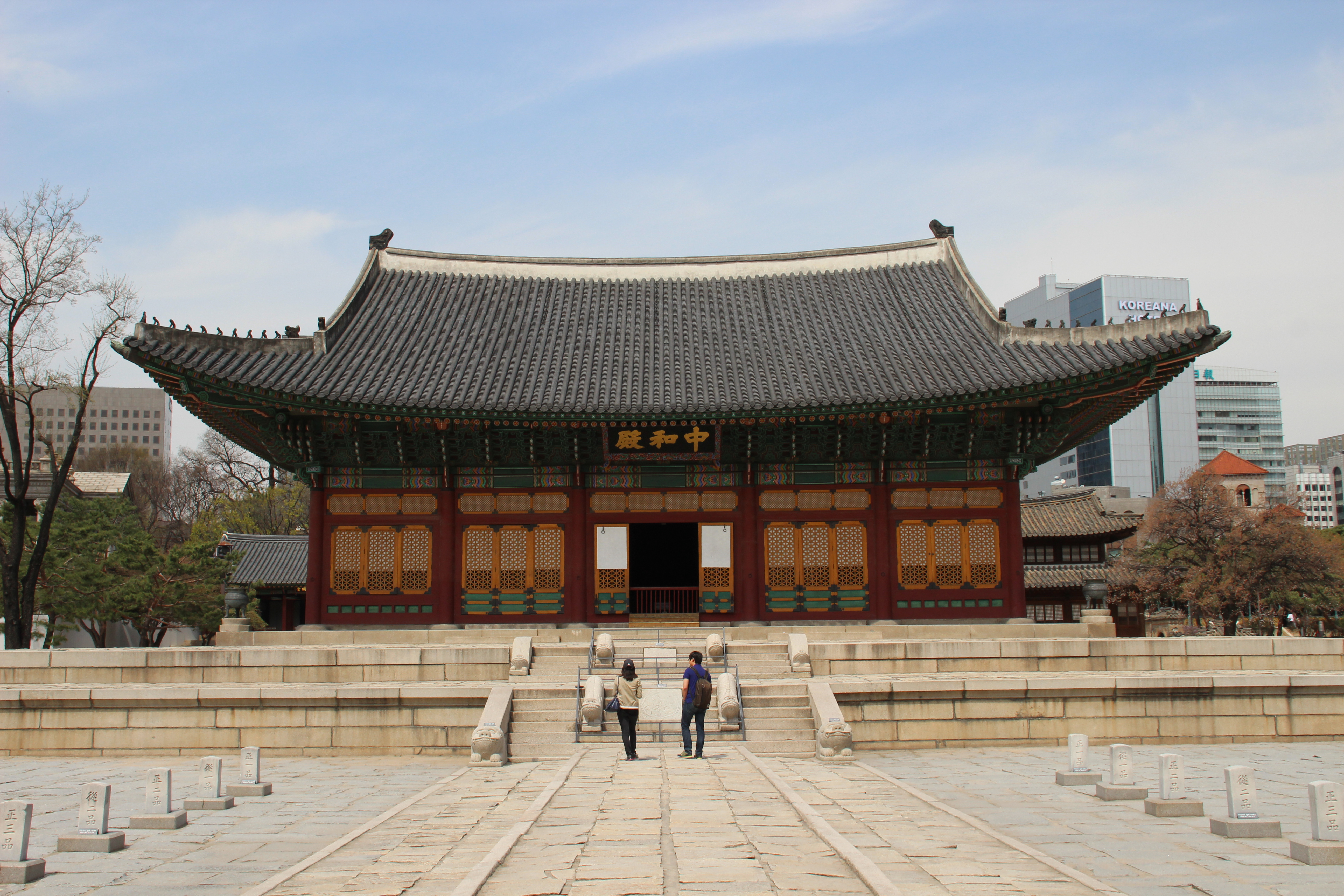
中和殿

- 大漢門 - 旧名「大安門」。現在の門は1907年完成。20世紀以降は正門として扱われてきた[25][9]。王宮守門将交代式（衛兵交代式）が見られる。
- 仁化門 - 本来の正門。20世紀以降は交通の便が良い大漢門[25]が正門として扱われている。
- 中和門 - 国宝指定[26]
- 中和殿 - 国宝指定[27]。英国式庭園に面する[9][28]。
- 昔御堂[29][30]
- 徳弘殿 - 画像を参照。
- 咸寧殿 - 高宗が元の寝殿を改築して迎賓館に変えた[3][31][5][32]。
- 静観軒 - 咸寧殿の詩碑が1930年代に立っており、写真で伝わる朝: 정간헌의[32]。
- 即祚堂 - 慶運宮別堂とも呼ばれた。1611年に15代国王光海君の母后である仁穆大妃の隠居処となった[8]。この宮殿で1623年に即位し16代国王となった仁祖は、仁穆大妃（先王の母后）とともに昌徳宮に住まいを構えると[1]、この慶運宮は寝殿2つだけを残して改築した[1][33][30]。国家遺産庁の指定する景観遺産である[23]。
- 浚明堂 - 李王職がまとめた書籍に1930年代の図版がある[24]。建築史に残る外構[34]と内部[35]が伝わる[33]。
- 仰俯日 - 日時計である。

純宗の治世
大韓帝国皇帝として純宗がここで即位すると、徳寿宮と改称された。
- 英国式庭園
- 石造殿 - 1909年竣工の韓国最初の西欧式建物[36][10]。1911年から1922年は李王世子李垠の宿舎となった。李王家博物館（朝鮮語版）を経て1933年以降は美術館（朝鮮語版）として利用された。第二次世界大戦後にこの建物（小公洞）はアメリカ軍に接収され、朝鮮半島の占領統治を協議する米ソ共同委員会（朝鮮語版）の会場となった。2009年からはじまった大規模修理を経て国立韓国現代美術館ソウル館（朝鮮語版）（2013年以降）として使われており、その前身は国立博物館、宮中遺物展示館（1955年から2004年）[37]である。
- 石造殿別館 - 1937年竣工[9]、設計は中村與資平による[38]。洋風庭園を隔てて、中和殿の一画の左後方にある[36]。李王家博物館を昌慶宮から移設。
- 光明門 - 咸寧殿の前門[5]。
- 布徳門 - 旧名「平成門」。本来の布徳門はソウル市庁の近くにあったが失われた。現在の門は旧門の扁額を掛けて今に至る。

### 周辺にある遺構
- 重明殿 - 日韓保護条約を締結した建物[39]。その後、敷地が分断縮小されたため、現在は徳寿宮から離れた場所となった。

## 衛兵交代式
大漢門では衛兵交代式を見学できる。事前予約は不要である。
王宮守門将交代式

## ギャラリー

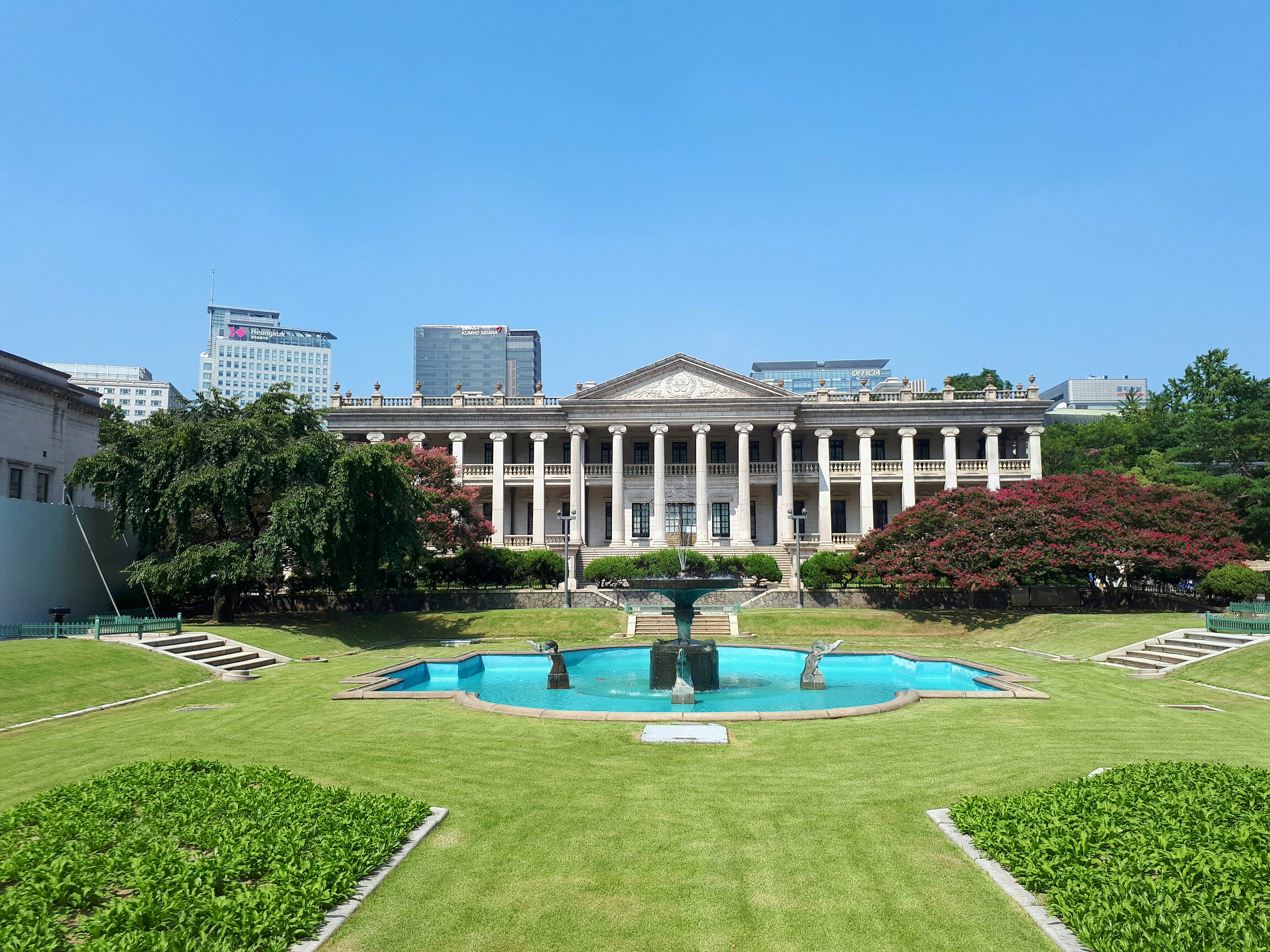
石造殿とイギリス式庭園
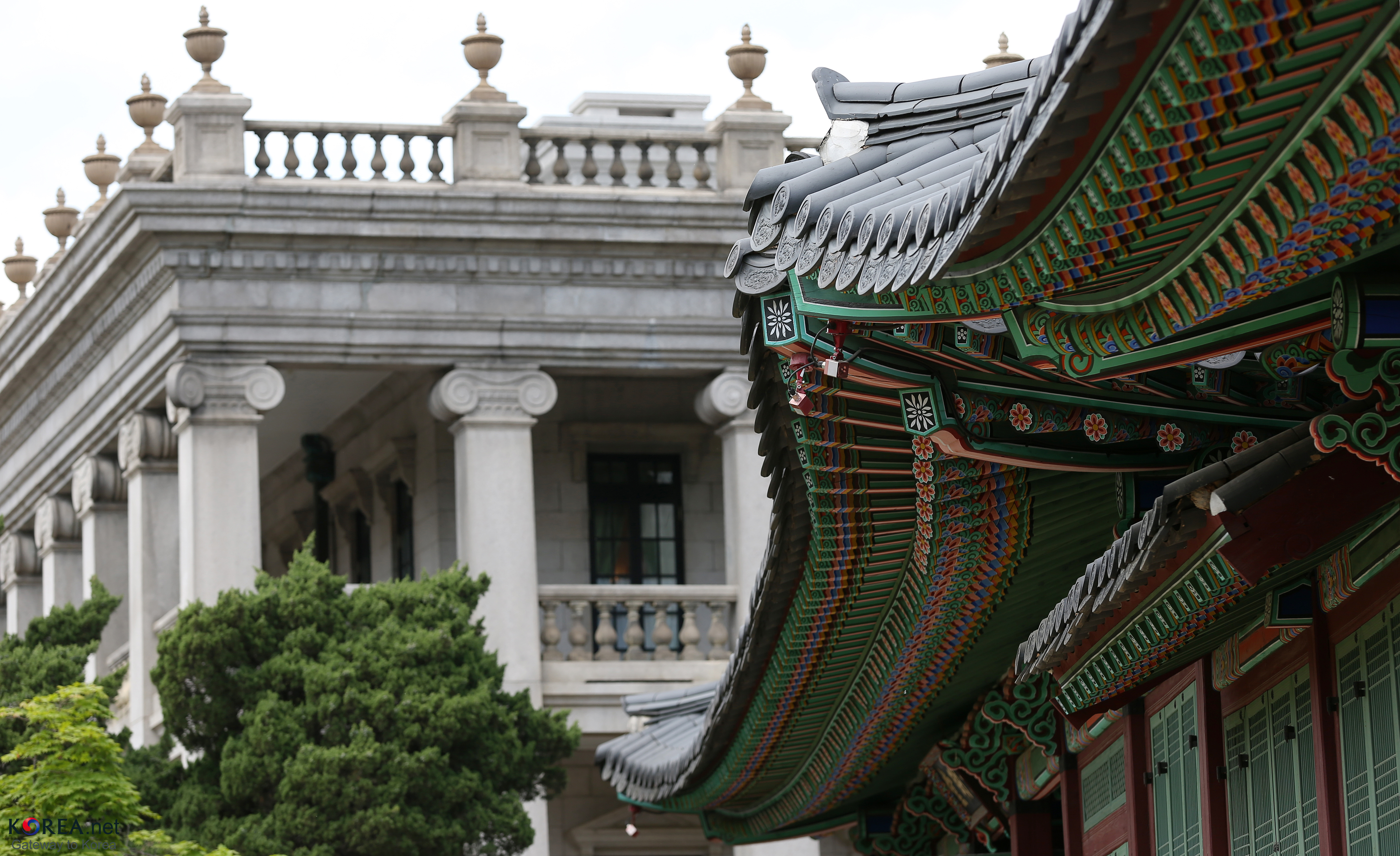
春の風景（1）
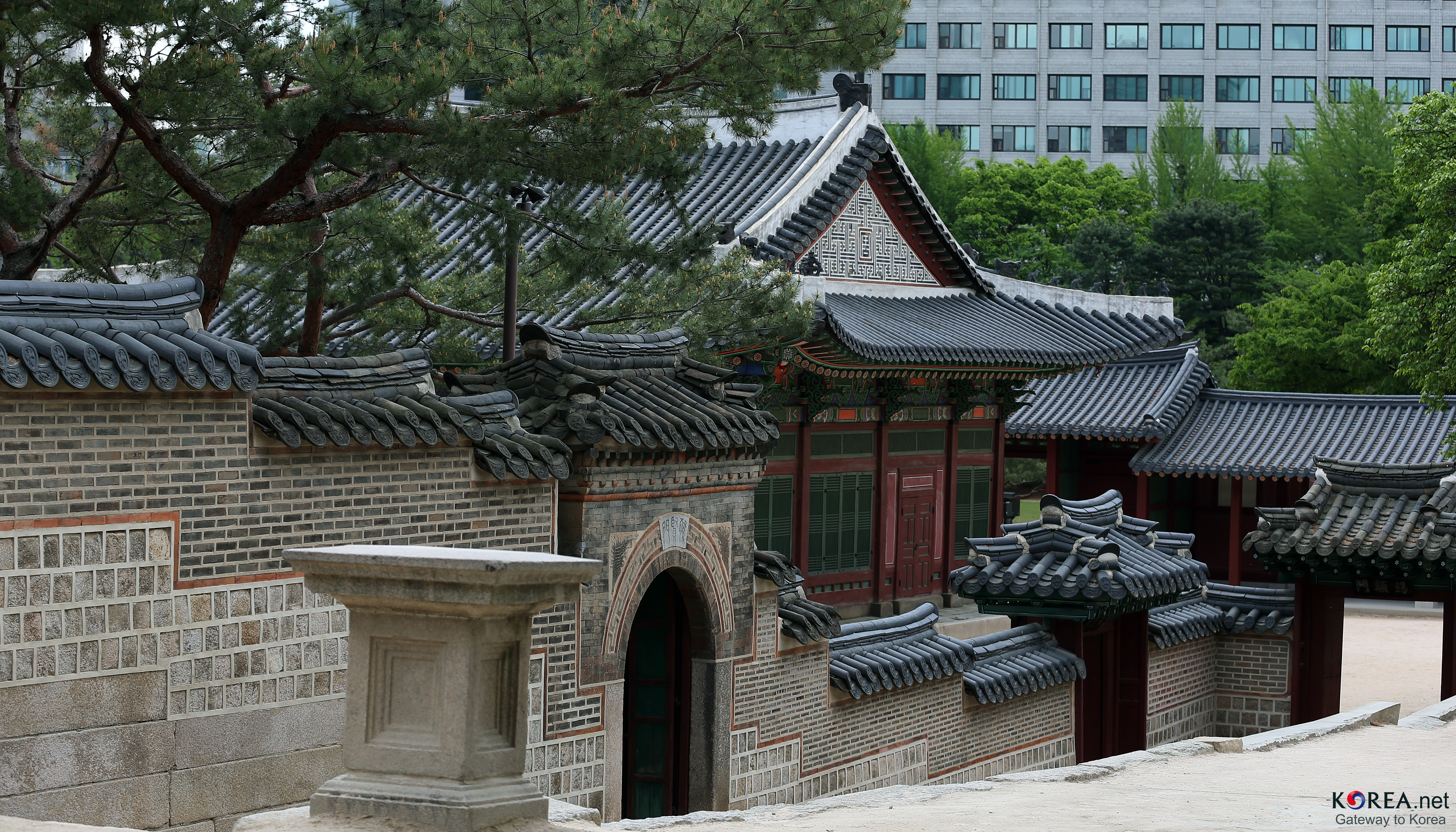
春の風景（2）
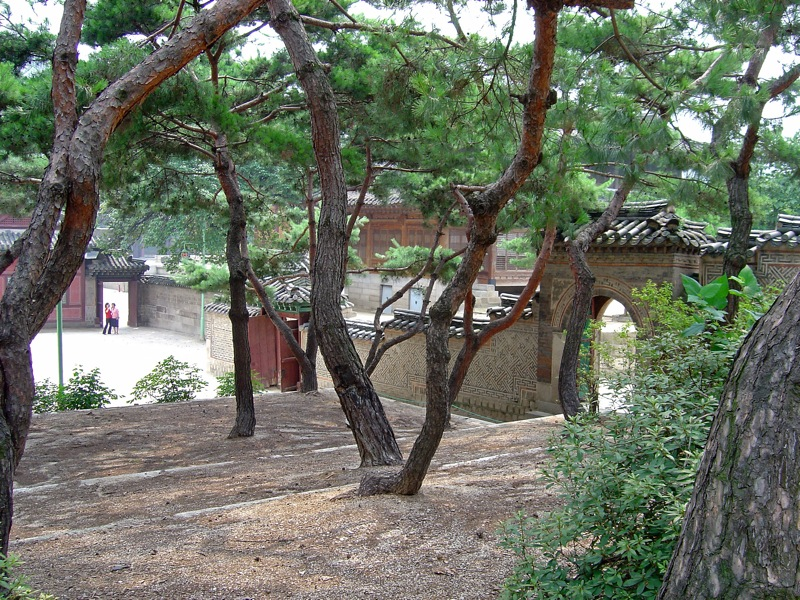
石造殿から徳弘殿に向かう門
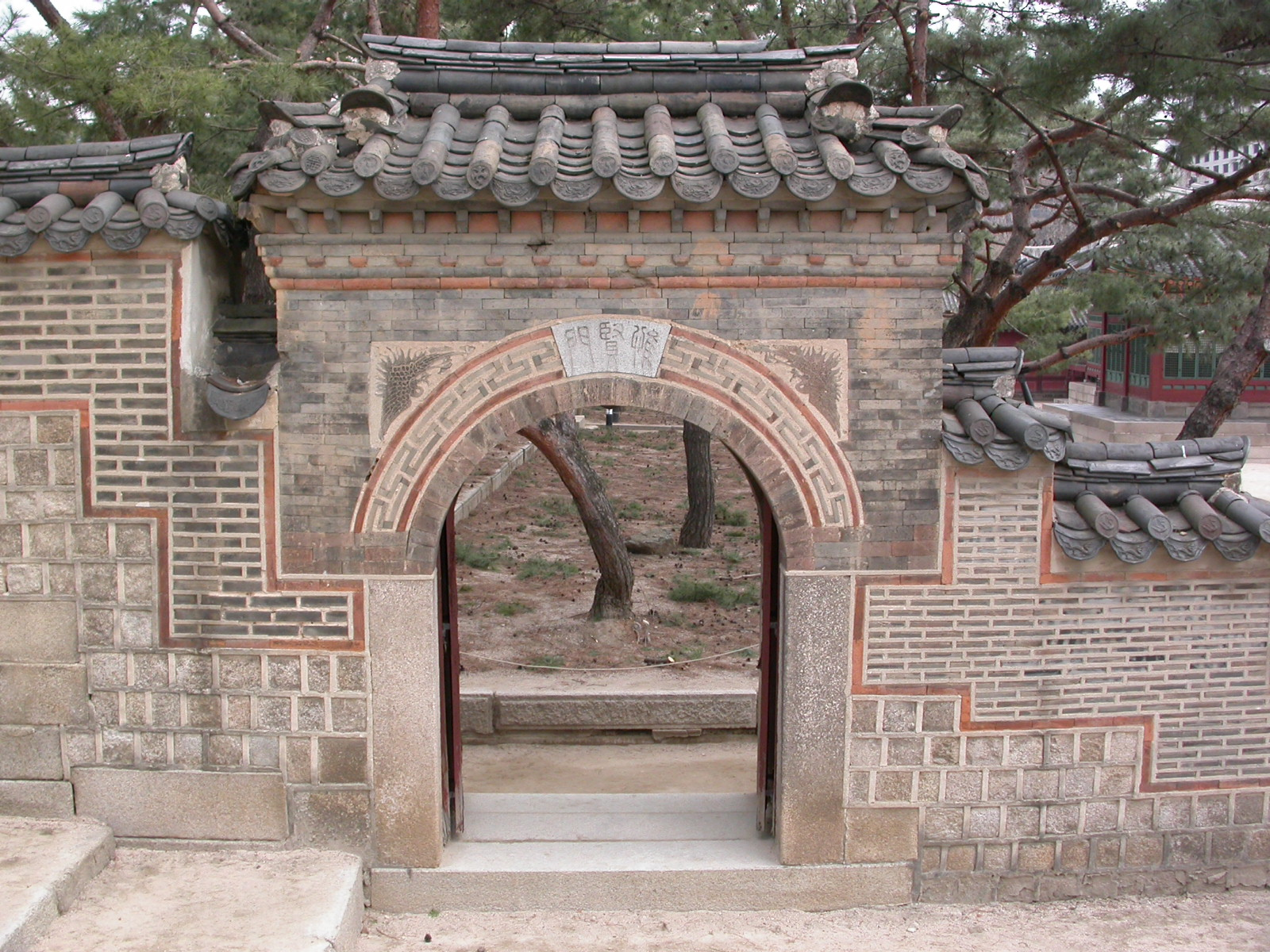
ユ・ヒョン門
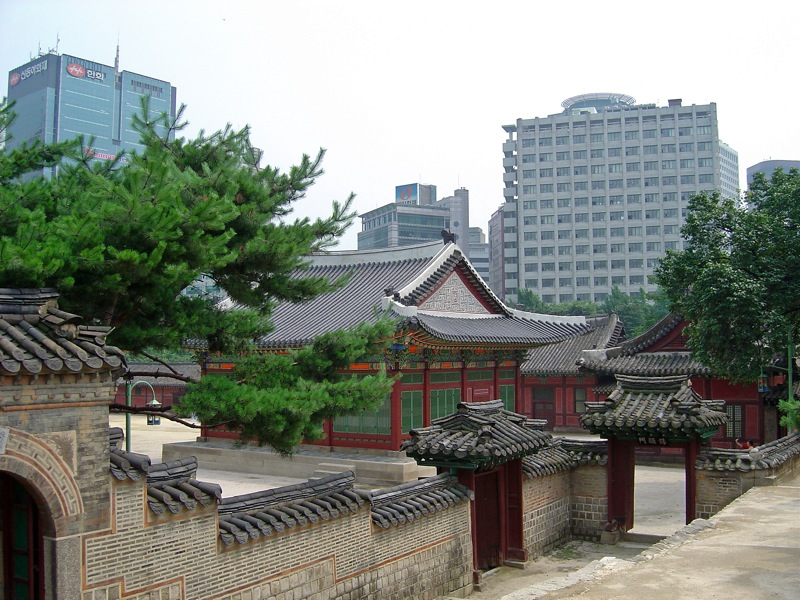
石造殿から見た徳弘殿徳弘殿
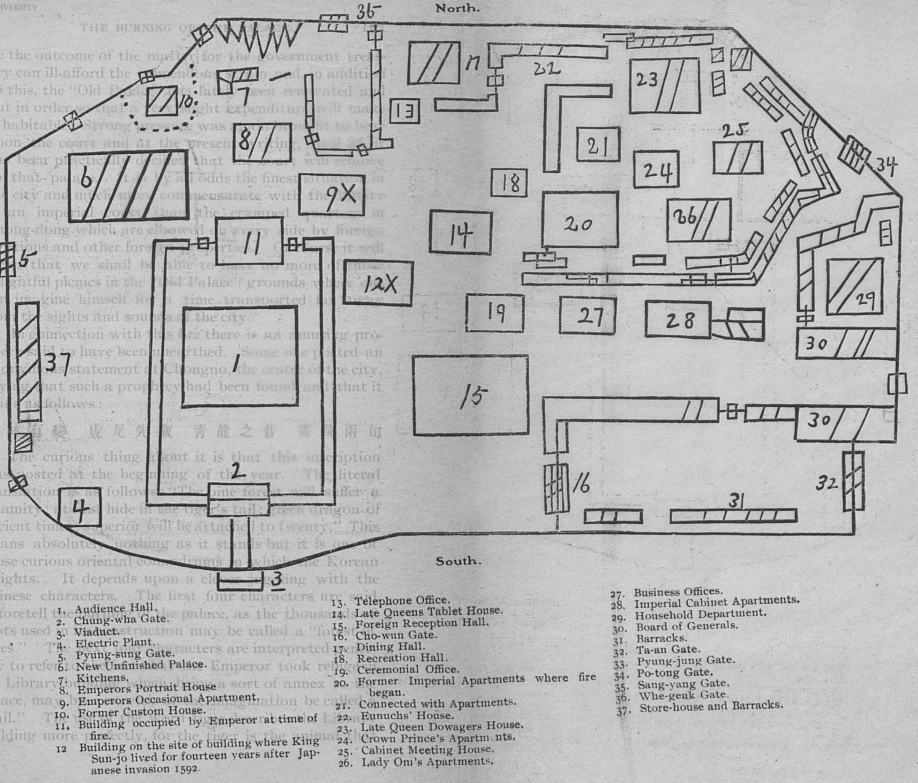
1904年時点の徳寿宮地域の略図
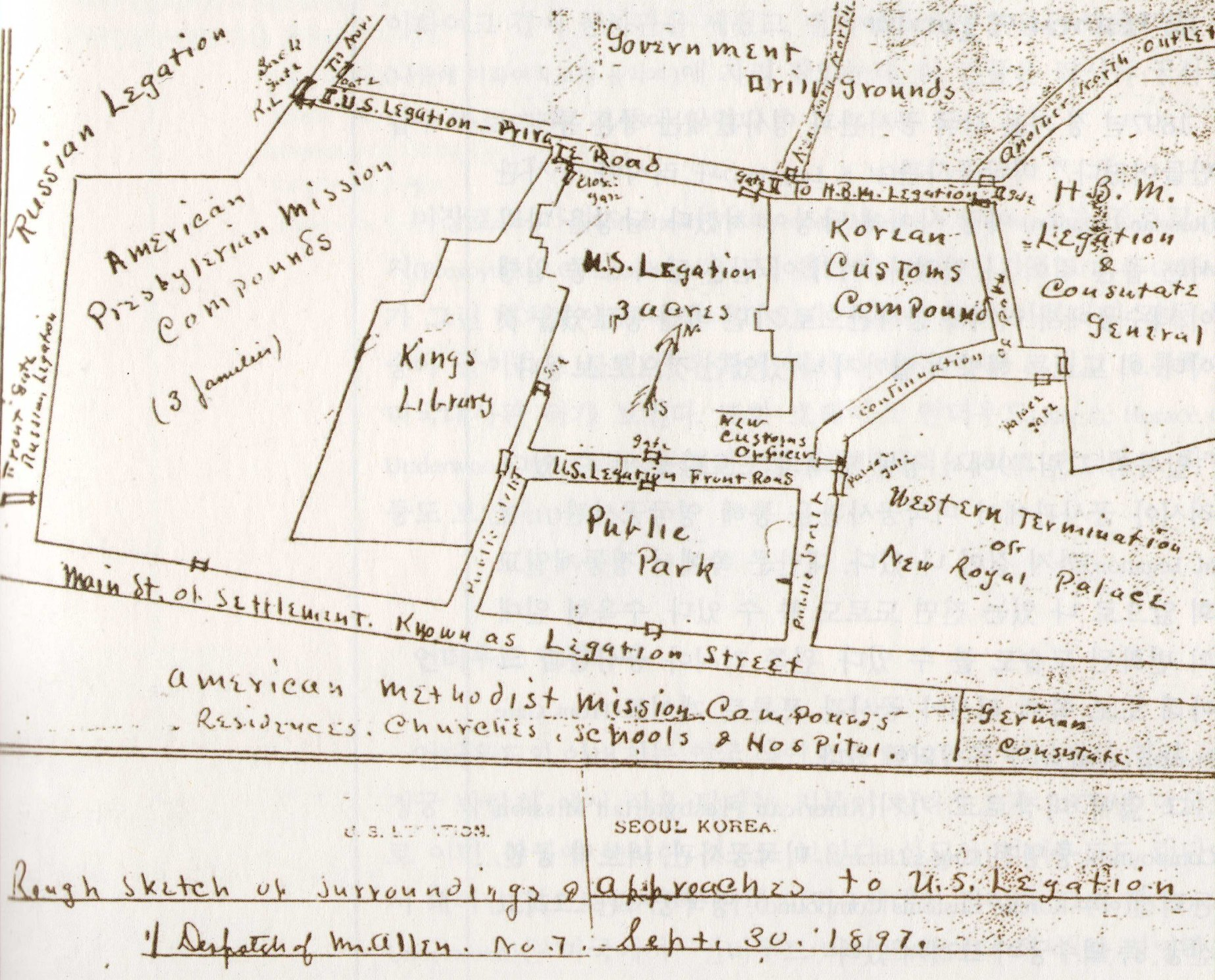
ホレイス・ニュートン・アレン（1858年-1932年）が手紙に同封したスケッチ。北側に練兵場、貞洞（정동）の税関基地が示してある
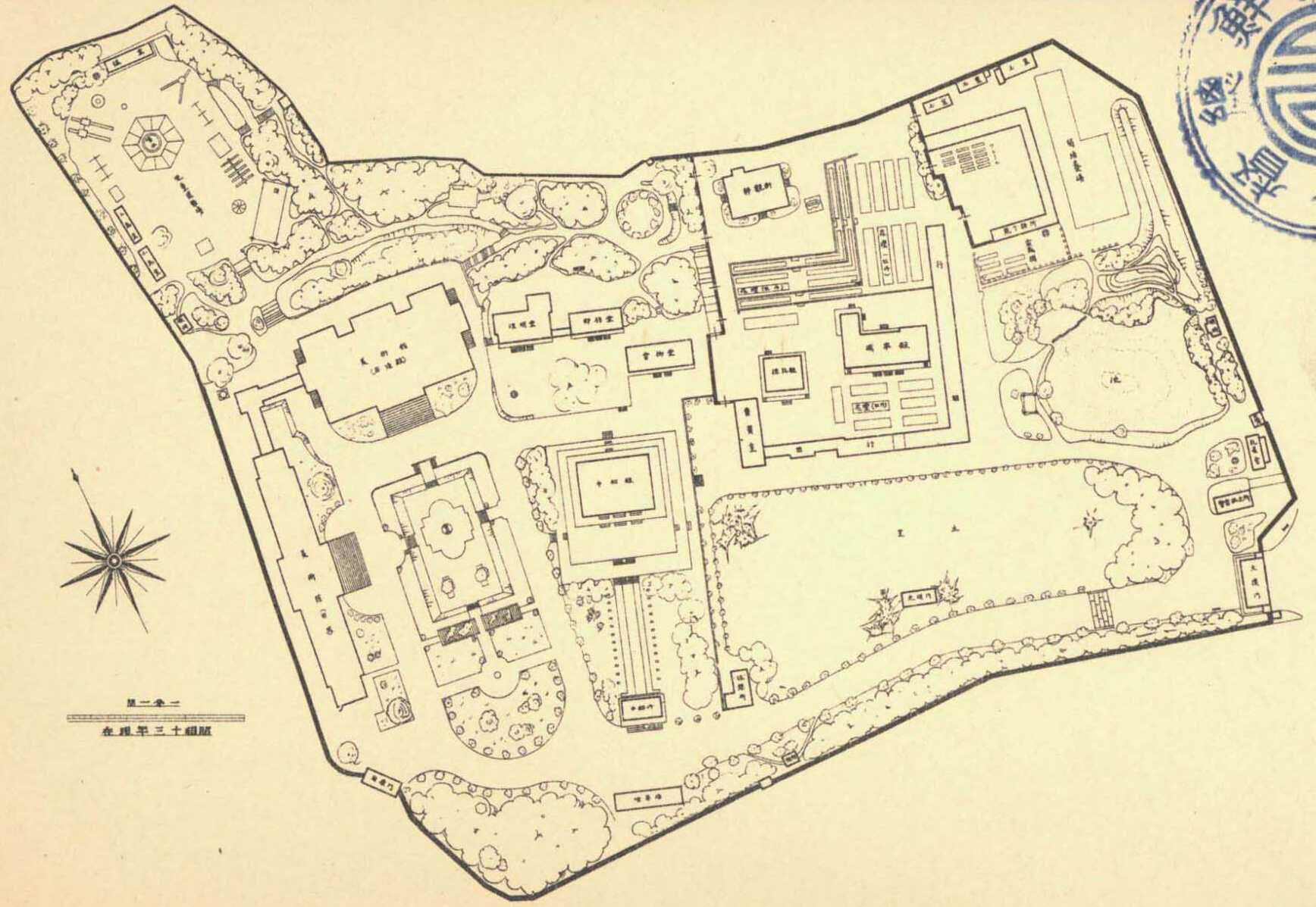
徳寿宮公園（덕수궁 공원으）にあった時期の建物の配置図（1938年）

### 注釈

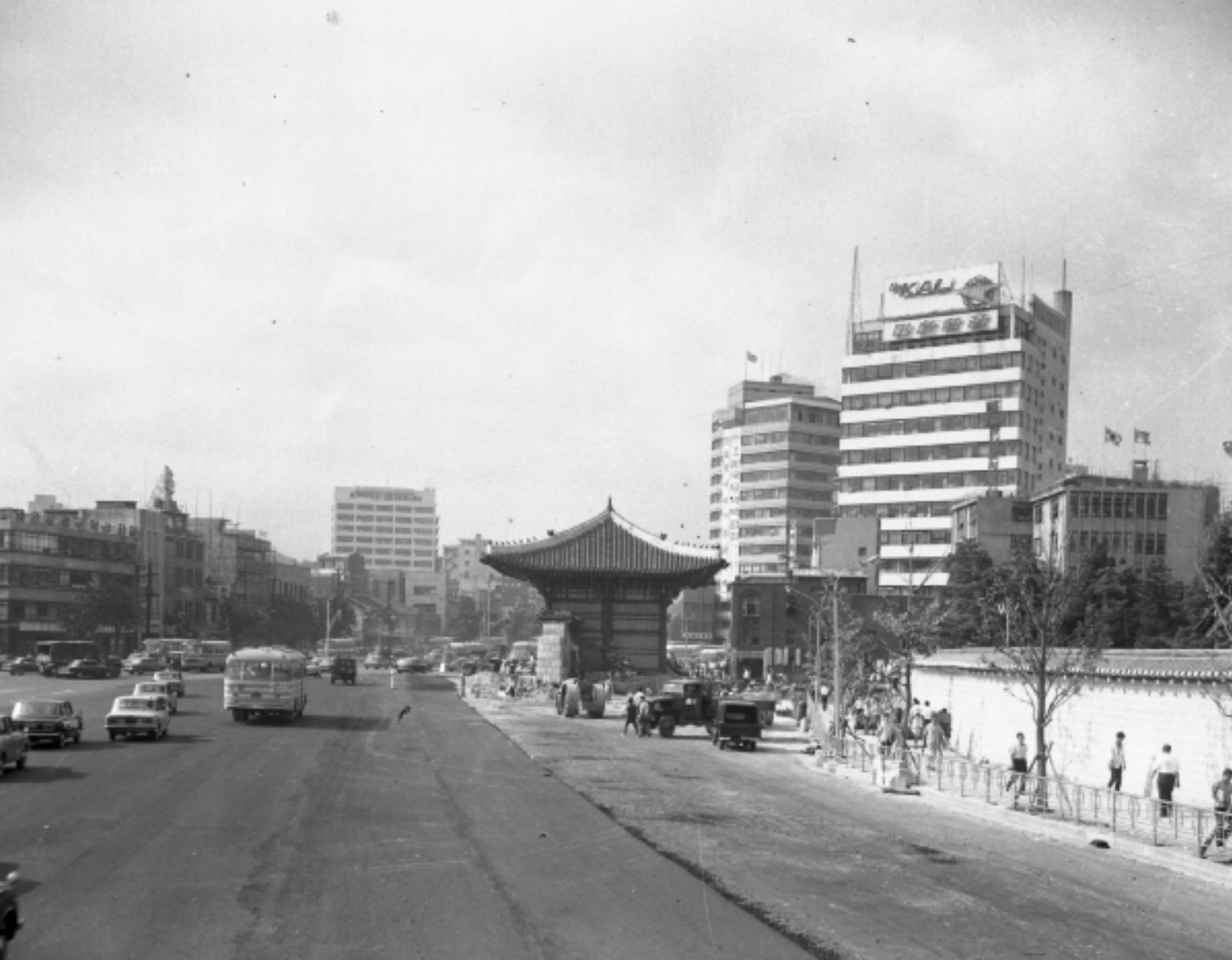
太平路（태평로）の拡幅工事で建物が撤去された